# 吳泰來
吳泰來（1599年—17世紀），字履受，江西瑞州府新昌縣天寶鄉人，明朝政治人物。

## 生平
吳泰來是萬曆二十五年舉人吳之才之子，崇禎元年進士吳甘來長兄，天啟七年（1627年）丁卯科應天鄉試第三十二名舉人，崇禎四年（1631年）辛未科三甲第八名進士。工部觀政，五年（1632年）授南京太常寺博士，十年（1637年）改行人司行人，冊封益王朱慈𤆃時拒受餽金，遷禮部主事，陞員外郎，提督福建學政。北京失陷，吳泰來原本打算以佩帶自盡，適逢兒子吳家儀帶來兄長勸說侍奉母親的遺言，他呼喝兒子離去，但兒子和家人包圍他，讓他打消自盡念頭。李自成曾拷掠他，他繞道走回家服侍母親，母親死後廬墓三年，含恨而死，遺命以朝服殮葬。

## 引用
1. 1 2  同治《新昌縣志·卷十七·人物志八》：進士吳泰來，天寶鄉人，崇正甲申闖賊陷都城，聞變時已解佩帶欲自盡，適子家儀奔至，泣述叔父甘來遺言，勸以上奉老母。公厲聲揮之出，儀亟乎家人環護之，遂不得死；史載兄弟忠孝兩全，母沒，廬墓三年。 舊志
2. ↑  同治《新昌縣志·卷十二·人物志三》：天啟七年丁卯科（舉人） 吳泰來 應天中式 見進士
3. ↑  《崇祯四年辛未科三百五十名进士履历》：吳泰來，履受，易四房，己亥九月十四日生。新昌人，丁卯三十二，会一百六十二，三甲八名。工部政，壬申授南太常寺博士，丁丑改行人。曾祖天安。祖九綸，文林郎。父之才，府同知。
4. ↑  錢海岳《南明史·卷八十七·列傳第六十三》：時南昌、瑞州、九江、南康、饒州、廣信遺臣：……新昌則吳泰來，字履受，甘來兄，崇禎四年進士。歷太嘗博士，行人，冊封益王，拒餽金不受。累遷禮部主事、員外郎。出督閩學，未行而北京亡。甘來命歸侍母，遂不死。自成拷掠，間歸至家，母歿，大恨卒。遺命以緇衣殮。